# 4633 Marinbica
4633 Marinbica este un asteroid din centura principală de asteroizi.

## Descriere
4633 Marinbica este un asteroid din centura principală de asteroizi. A fost descoperit pe 14 ianuarie 1988 la Observatorul La Silla de Henri Debehogne. Asteroidul prezintă o orbită caracterizată de o semiaxă mare de 3,18 ua, o excentricitate de 0,16 și o înclinație de 1,1° în raport cu ecliptica.

## Denumirea asteroidului
Sub inițiativa demarată de domnul Cristian-Florin Lazăr, premiată și oficializată de către NASA-JPL, IAU, și SGAC, Asteroidul a primit numele de 4633 Marinbica în onoarea și amintirea lui Marin Dacian Bica (1970–2013), profesor de fizică și astronomie din Oradea.